# محطة قطار بيت يهوشوع

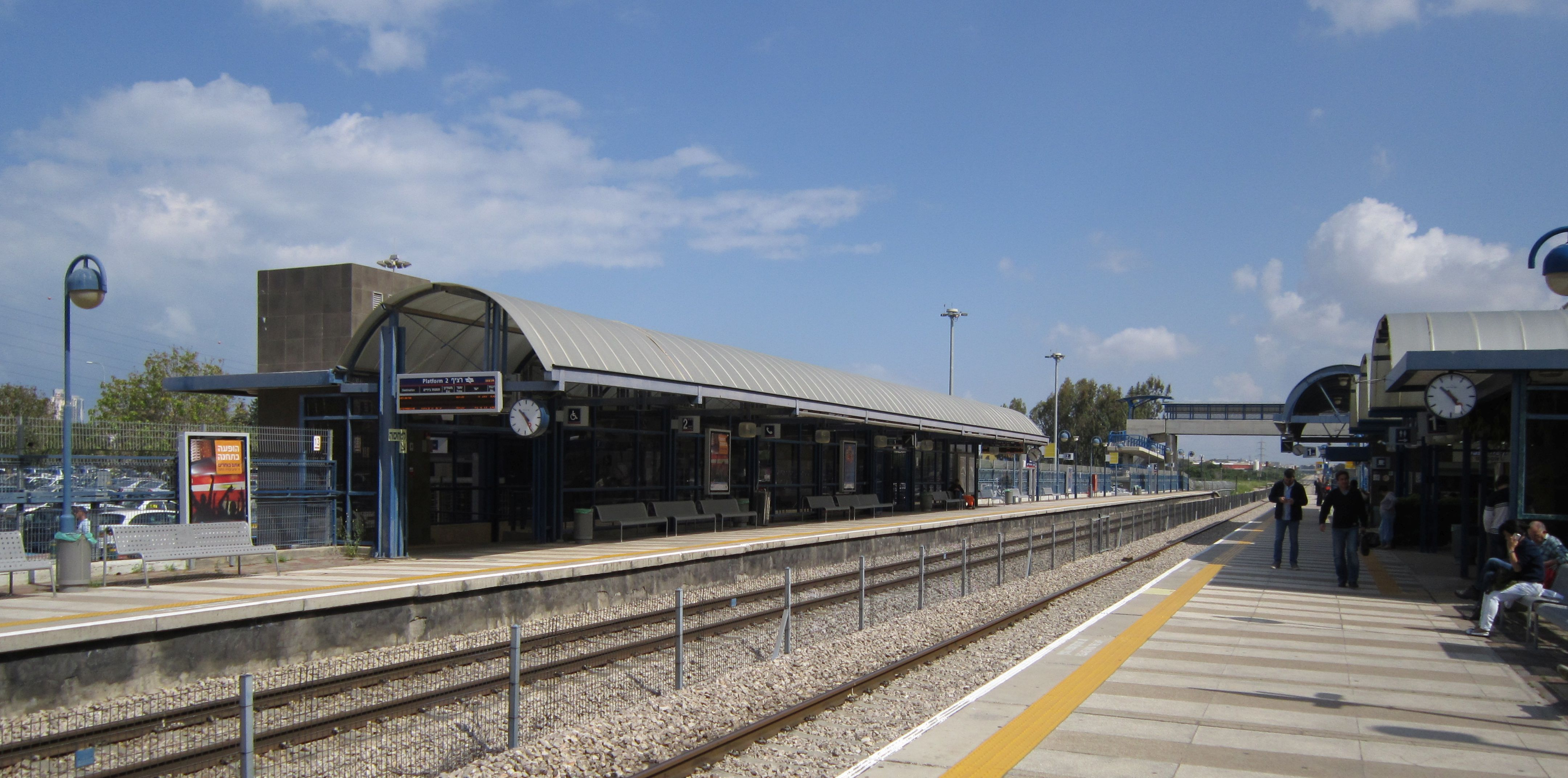
محطة قطار بيت يهوشوع 2015

محطة قطار بيت يهوشوع (بالعبرية: תחנת הרכבת בית יהושע) هي محطة قطار ركاب تقع على السكة الحديدية الساحلية في شبكة خطوط السكك الحديدية الإسرائيلية. تقع المحطة غربي موشاف بيت يهوشوع قرب طريق 553. افتتحت المحطة في مايو 1953.

## خطوط
خلال ساعات الذروة، يتوقف قطاران كل ساعة في كلا الاتجاهين جنوبًا وشمالًا على خط الضواحي بنيامينا - رحوفوت - أشكلون - بئر السبع، وخلال بقية اليوم يتوقف قطار واحد.
كما يتوقف خلال ساعات الذروة أيضًا قطاران كل ساعة جنوبيًا وشماليًا على خط الضواحي نتانيا - بيت شيمش، وخلال بقية اليوم يتوقف قطار واحد (إلى أشكلون).